# Goryń Pomorski
Goryń Pomorski – nieistniejąca już stacja kolejowa w Goryniu, w gminie Kisielice, w powiecie iławskim, w województwie warmińsko-mazurskim, w Polsce. Została otwarta w 1925 roku razem z linią z Kisielic do Biskupca Pomorskiego Miasto. Do 1969 roku linia ta była używana w ruchu pasażerskim i towarowym, w 1974 roku jej tory zostały rozebrane.